# سونی اریکسون سی۹۰۱

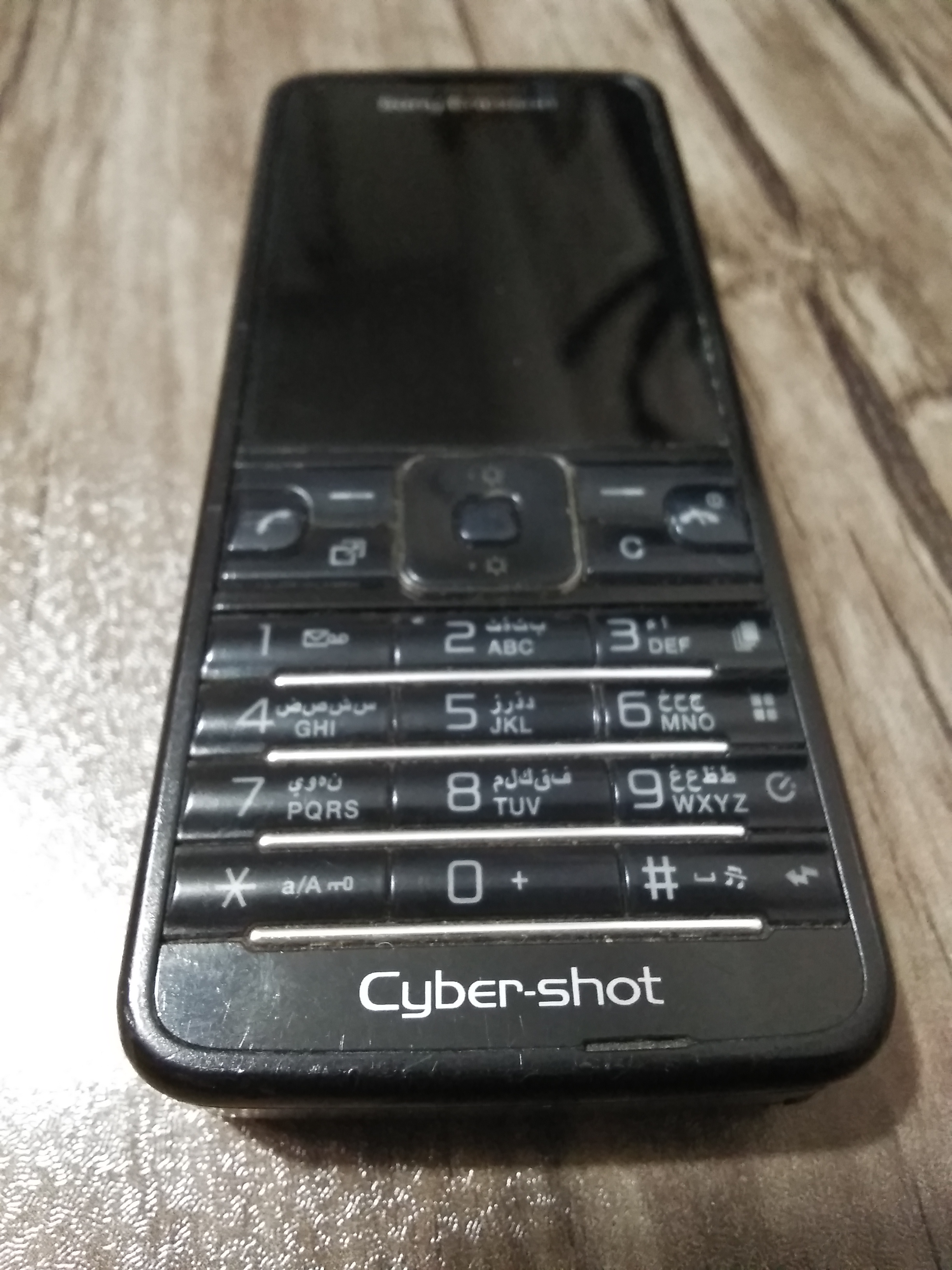
نماد سایبر شات روی این گوشی

سونی اریکسون سی۹۰۱ یا سونی اریکسون سی۹۰۱ گرین‌هارت (به انگلیسی: Sony Ericsson C901 GreenHeart) یکی از مدل‌های تلفن‌های همراه مبتنی بر جاوای شرکت سونی اریکسون و از سری تلفن‌های سایبرشات و از خانوادهٔ گوشی‌های دوستدار محیط زیست (گرین‌هارت) این شرکت می‌باشد که در مه ۲۰۰۹ معرفی و در ژوئیه ۲۰۰۹ به بازار عرضه شد. این تلفن همراه مجهز به یک دوربین ۵ مگاپیکسلی است و دو نوع فلاش زنون و ال‌ای‌دی دارد که سبب می‌شود فوکوس اتوماتیک در شرایط نوری کم با دقت و راحتی بیشتری انجام گیرد.